# Diadelia nitidipennis
Diadelia nitidipennis là một loài bọ cánh cứng trong họ Cerambycidae.